# دیگو گالیانو (بازیکن فوتبال)
دیگو گالیانو (انگلیسی: Diego Galeano؛ زادهٔ ۲۴ فوریهٔ ۱۹۸۶) بازیکن فوتبال اهل آرژانتین است.
از باشگاه‌هایی که در آن بازی کرده‌است می‌توان به باشگاه فوتبال بانفیلد اشاره کرد.